# La Familia Michoacana

Locatie van Michoacán in Mexico

La Familia Michoacana (Nederlands: De Michoacaanse Familie) is een drugskartel uit de Mexicaanse staat Michoacán. Hoewel zij een van de recentste spelers is in de Mexicaanse drugsoorlog gold zij als een van de machtigste kartels van het land. De groep stond bekend om haar semireligieuze karakter en werd geleid door Nazario Moreno González, bijgenaamd 'el más loco' (de gekste).
De wortels van La Familia gaan terug tot de jaren tachtig. Aanvankelijk zou zij een groep vigilantes geweest zijn die het platteland van Michoacán beschermde tegen rovers, smokkelaars en kidnappers maar al snel kwam de groep zelf buiten de wet te staan en in de jaren 90 sloot zij zich aan bij het Golfkartel; desalniettemin presenteerde La Familia zichzelf als een organisatie die strijdt voor de inwoners van Michoacán. De leden van La Familia werden in het Golfkartel getraind samen met Los Zetas, de beruchte paramilitaire tak van het kartel. Vermoedelijk in 2006 scheurde La Familia zich los van het Golfkartel, en sindsdien gold dit kartel als de gezworen vijand van La Familia. La Familia zou vaak samenwerken met het Sinaloakartel en het Tijuanakartel.
Het religieuze karakter van La Familia heeft veel aandacht gekregen, en sommige commentatoren noemen het kartel een sekte. Moreno González was een verwoed lezer van religieuze en zelfhulpboeken en was een bewonderaar van de Amerikaanse christelijke schrijver John Eldredge. Een centraal concept in Eldredges geschriften is dat iedereen 'een slag te vechten, een schone te redden en een avontuur te leven' heeft en hij haalt graag Jesaja 63 aan, waarin God wordt beschreven als dragende met bloed doordrenkte kleding. Moreno en zijn naaste medewerkers verklaarden vaak dat het vermoorden van tegenstanders 'goddelijke rechtvaardigheid' is, en het kartel heeft herhaaldelijk verklaard nooit vrouwen te vermoorden. Veel van de leden van het kartel waren gerehabiliteerde drugsverslaafden of alcoholisten, en het was hen verboden zelf hun handelswaar te gebruiken. Moreno heeft een 'bijbel' samengesteld met zijn eigen leerstellingen, en potentiële leden moesten eerste Eldredges boek Salvaje de Corazón (Engels: Wild at Heart) lezen voor zij volwaardig lid konden worden. Moreno heeft naar verluidt onderwijzers en medewerkers van het ministerie van Onderwijs omgekocht om Eldredges boeken op Michoacaanse scholen te laten verspreiden. La Familia stond ook in de traditie van het sociaal banditisme en ondernam activiteiten om armoede in Michoacán te bestrijden, zoals het verstrekken van kredieten aan boeren en het bouwen van scholen. De leden van La Familia stonden bekend als vroom; naar verluidt was de zondagse kerkgang voor de organisatie belangrijker dan schietoefeningen. Al dit heeft er waarschijnlijk toe bijgedragen dat La Familia het snelst groeiende drugskartel was van Mexico.
Desalniettemin stond La Familia ook bekend als extreem gewelddadig. In een incident in 2006 gooiden leden van La Familia vijf afgehakte hoofden op een dansvloer in Uruapan. Veel tegenstanders die in handen van La Familia vielen zijn doodgemarteld. Het kartel werd er wel van beschuldigd willekeurige politieagenten te vermoorden als pressiemiddel of als wraakactie. Het kartel zou de grootste verstrekker zijn geweest van methamfetaminen in Mexico, maar handelde ook in cocaïne, heroïne en marihuana. Ook kidnapping en afpersing waren inkomstenbronnen, evenals de verkoop van illegale dvd's. La Familia claimde niet aan huurmoorden te doen.
In Mexico werd aangenomen dat Moreno op 9 december 2010 in Apatzingán werd doodgeschoten na een twee dagen durend vuurgevecht met de politie (zijn lichaam werd echter nooit gevonden). Hoewel Moreno de officiële en spirituele leider van het kartel was, was de dagelijkse gang van zaken waarschijnlijk in handen van Servando Gómez Martínez, alias 'La Tuta'. José de Jesús Méndez Vargas alias El Chango werd als derde belangrijke figuur genoemd. Voor de drie werd een beloning uitgeloofd van twee miljoen Amerikaanse dollar. Sinds de 'dood' van Moreno zou er een conflict zijn uitgebarsten om het leiderschap van La Familia. El Chango heeft zich toen opgeworpen als nieuwe leider, maar werd bestreden door La Tuta en zijn aanhangers, die zich als de Caballeros Templarios (de Tempeliers) afscheidden. Moreno kwam op 9 maart 2014 alsnog om het leven bij een actie van het Mexicaanse leger.
Specialist van de Verenigde Naties Edgardo Buscaglia heeft echter verklaard dat Moreno, Gómez Martínez en Méndez Vargas waarschijnlijk maar symbolische leiders waren en dat het werkelijke leiderschap in handen lag van prominente zakenlieden en politici. Het is in ieder geval duidelijk dat La Familia in hoge mate was geïnfiltreerd in de lokale en staatsautoriteiten; naar verluidt had het kartel na de lokale verkiezingen in Michoacán in een groot aantal gemeentes, waaronder enkele grote steden, de winnende kandidaat gesommeerd bij het kartel te verschijnen. Hen werd vervolgens verordonneerd La Familia de politiechef te laten aanwijzen en in ruil daarvoor zou het kartel de betreffende gemeentes verder met rust laten. In mei 2009 vond een grote operatie plaats van de federale autoriteiten waarbij tien burgemeesters en tientallen andere lokale bestuurders opgepakt werden. Gouverneur Leonel Godoy verklaarde dat de actie politiek gekleurd was (het was tijdens de campagne voor de congresverkiezingen) en beschuldigde de autoriteiten ervan in 2007 laks geweest te zijn en ondanks zijn verzoeken geen onderzoek te hebben opgestart naar de geruchten dat het kartel tientallen gemeentebesturen voor haar karretje had weten te spannen. Op 14 juli van hetzelfde jaar vaardigden de autoriteiten een opsporingsbevel uit voor Julio César Godoy Toscano, de halfbroer van de gouverneur die nota bene zojuist in de Kamer van Afgevaardigden was gekozen. De gouverneur verklaarde zijn halfbroer niet in bescherming te zullen nemen maar eiste wel een eerlijk proces. Godoy Toscano gaf aan onschuldig te zijn, maar sloeg later op de vlucht.
La Familia stond ook bekend om haar mediastunts. Zo belde La Tuta op 16 juli 2009 naar een televisieprogramma en deed live op de nationale televisie een aanbod aan president Felipe Calderón om over vrede te onderhandelen en ook heeft de bende meerdere keren in Michoacaanse kranten geadverteerd. Waarschijnlijk vindt het gebruik 's nachts spandoeken achter te laten met boodschappen voor de autoriteiten of de bevolking (narcomantas) ook haar oorsprong bij La Familia.
De Mexicaanse autoriteiten gingen er in 2011 vanuit dat het kartel niet meer operatief was en hun activiteiten waren overgenomen door de Tempeliers. Vanaf 2014 zijn er echter weer signalen dat La Familia nog wel degelijk actief is.